# 勒内·雷蒙
勒内·雷蒙（法語：René Rémond，法語發音：[ʁəne ʁemɔ̃]；1918年9月30日—2007年4月14日），法国历史学家、政治学家，出生于隆斯勒索涅。1998年当选法兰西学术院院士。
他主要研究法国当代政治、知识界及宗教界的历史，对该领域的革新作出了重要贡献。